# 奥河内くろまろの郷
奥河内くろまろの郷（おくかわちくろまろのさと）は、大阪府河内長野市にある地域活性化施設・休憩施設。2014年11月29日から順次開業した後に、2017年4月21日付で国土交通省から国道170号および市道宮ノ下線の道の駅に登録されたことを受けて、2017年5月27日に「奥河内くろまろの郷」から道の駅奥河内くろまろの郷へ改称された。

## 概要
河内長野市内における地産地消の推進や、周辺の施設（大阪府立花の文化園や河内長野市立ふるさと歴史学習館「くろまろ館」）と連動した観光と産業の活性化の拠点として、2014年11月29日に開業。開業と同時にJA大阪南が「あすかてくるで」という農産物直売所を出店したほか、2015年7月2日からは、敷地の一角で地産地消レストランを河内長野市からの指定管理者が営業している。
「くろまろ」という名前は、当地域の出身とされる高向玄理（たかむこ の くろまろ）に由来。当施設の開業を機に、高向玄理の生涯と功績を解説した石碑や、高向玄理を象ったテラコッタの人形が敷地の一角に建立された。現在では、敷地内に設置されている郵便ポストの上に、「くろまろ君」（高向玄理を象った河内長野市の公認マスコット）のミニチュア人形も据えている。

## 道の駅
国道170号および市道宮ノ下線の道の駅で、2017年4月21日に登録された。
河内長野市を含む奥河内地域のサイクリングの拠点としても機能していて、「道の駅」への登録前から開設されている「奥河内ビジターセンター」で奥河内地域のサイクリングマップやレンタサイクルサービスを提供しているほか、「おおさか河内材」を活用したサイクルラックを設置している。

## 主な施設
- JA大阪南農産物直売所 あすかてくるで河内長野店
  - 営業時間：9:30 - 18:00
- 奥河内 ビジターセンター
  - 営業時間：9:30 - 18:00
  - 地域の特産品の販売、体験型イベントのご案内
- 地産地消ビュッフェレストラン 奥河内 
  - 営業時間：10:30 - 15:30
  - 地産野菜を使ったビュッフェレストラン
- むささびパン工房 + cafe
  - 営業時間：09:00 - 18:00
  - 天然酵母と河内小麦を使った手作りパン、ピッツァ、サラダ、などを提供するベーカリーカフェ
- 駐車場
  - 普通車：300台
  - 大型車：6台
  - 身障者用 : 5台
  - 思いやり区画 : 2台
  - 二輪車・自転車：20台
- トイレ
  - 男性：小 5器、洋 2器、和 1器
  - 女性：洋 6器、和 1器
  - 多目的用：1器（オストメイト対応）

※ 休館日：年末年始（農産物直売所のみ木曜定休）
- 1月の第1週に年始特別営業を実施する場合には、同月の第2週を休館期間に充てている。